# Греция на летних Олимпийских играх 2008
На Олимпиаду в Пекине Греция планирует отправить не менее 159 спортсменов, которые будут выступать в 23 дисциплинах.
Спортсмены из Греции примут участие в мужском баскетболе, тяжелой атлетике, женском теннисе, гимнастике, спортивной гимнастике, настольном теннисе, парусном спорте, гребле на каноэ и байдарках, в плавание, академической гребле, пляжном волейболе, вольной борьбе, греко-римской борьбе, велоспорте, боксе, стрельбе, синхронном плавание, тхэквондо, дзюдо, стрельбе из лука, триатлоне и водном поло.
Интересно, что флаг Греции на открытии Олимпиады нёс олимпийский чемпион Афин-2004 дзюдоист Илиас Илиадис — натурализованный грузин.

## Медали

### Серебро
| Серебро |                                       |                                                           |
| #       | Спортсмен (-ы)                        | Вид спорта (дисциплина)                                   |
| 1       | Димитриос Мугиос, Василейос Полимерос | Академическая гребля, мужчины. Парные двойки, лёгкий вес. |
| 2       | Александрос Николаидис                | Тхэквондо, мужчины. Свыше 80 кг.                          |

### Бронза
| Бронза |                                                      |                                           |
| #      | Спортсмен (-ы)                                       | Вид спорта (дисциплина)                   |
| 1      | Хрисопии Девеци                                      | Легкая атлетика, женщины. Тройной прыжок. |
| 2      | София Бекатору, София Пападопулу,Вергиния Кравариоти | Парусный спорт, женщины. Инглинг.         |

## Результаты соревнований

### Академическая гребля
В следующий раунд из каждого заезда проходили несколько лучших экипажей (в зависимости от дисциплины). В финал A выходили 6 сильнейших экипажей, остальные разыгрывали места в утешительных финалах B-F.
Мужчины
| Соревнование | Спортсмены     | Предварительный заезд | Предварительный заезд | Предварительный заезд | Отборочный заезд | Отборочный заезд | Отборочный заезд | Четвертьфинал | Четвертьфинал | Четвертьфинал | Полуфинал     | Полуфинал     | Полуфинал     | Финал   | Финал   | Итоговое место |
| Соревнование | Спортсмены     | Заезд                 | Время                 | Место                 | Заезд            | Время            | Место            | Заезд         | Время         | Место         | Заезд         | Время         | Место         | Время   | Место   | Итоговое место |
| ------------ | -------------- | --------------------- | --------------------- | --------------------- | ---------------- | ---------------- | ---------------- | ------------- | ------------- | ------------- | ------------- | ------------- | ------------- | ------- | ------- | -------------- |
| одиночки     | Иоаннис Христу | 1                     | 7:29,86               | 3 Q                   | Не проводится    | Не проводится    | Не проводится    | 2             | 6:58,28       | 3 Q           | Полуфинал A/B | Полуфинал A/B | Полуфинал A/B | Финал B | Финал B | 10             |
| одиночки     | Иоаннис Христу | 1                     | 7:29,86               | 3 Q                   | Не проводится    | Не проводится    | Не проводится    | 2             | 6:58,28       | 3 Q           | 2             | 7:06,02       | 4             | 7:17,74 | 4       | 10             |